# الجدیده
الجدیده یکی از شهرهای کشور مراکش است.
الجدیده بندری است در کرانهٔ اقیانوس اطلس و مرکز استان الجدیده نیز هست. جمعیت آن در سال ۲۰۰۴ میلادی ۱۴۴٬۴۴۰ نفر بوده‌است.
دورنمای شهر الجدیده از سوی دریا بیشتر شبیه شهرهای پرتغالی است (با دیوارهای بلند سنگی) تا شهرهای شمال آفریقا.
نام پیشین این شهر مازاگان بود که نامی است پرتغالی.